# A megbilincseltek
A megbilincseltek, másik magyar címén Megbilincseltek vagy Hajlíthatatlanok (eredeti cím: The Defiant Ones) egy 1958-ban bemutatott, fekete-fehér, amerikai filmdráma. Rendezője Stanley Kramer.
A film két Oscar-díjat és 14 további díjat kapott.

## Rövid történet
Két összeláncolt fegyenc az amerikai délen megszökik, egyikük fehér, a másik fekete. Kezdetben utálják egymást, de a szökés érdekében kénytelenek együttműködni.

## Cselekmény
|  | Alább a cselekmény részletei következnek! |

Az éjszakai szakadó esőben egy rabszállító teherautó megy az országúton. Az utastérben két férfi ül, hátulról valakinek a panaszos, disszonáns éneklése hallatszik. A hátul ülő tíz férfi párosával egymáshoz láncolt rab, akiket kényszermunkára ítéltek. Az idegesítő éneklést megunva az egyik őr hátraszól, és a rab „partnere” is arra szólítja fel, hogy hagyja abba. Ekkor egy szembejövő, túl közeli teherautó lámpája elvakítja a sofőrt, aki félrerántja a kormányt. Az autó a sáros útról lecsúszva áttöri a fakorlátot, és az árokban felborul. Csak kisebb sérüléseket szenvednek a teherautóban ülők, két rab azonban (az éneklő néger és fehér társa), kihasználva az alkalmat, megszökik. Hamarosan a helyszínen vannak a mentők és a rendőrség.
Másnap reggel, a kutyák megérkeztével kezdetét veszi a hajsza. Frank Gibbons kapitány, az önkéntesek irányítója embervadászatra kiképzett dobermann kutyákat akar elengedni, de a seriff ezt kereken megtiltja, s csak a szelídebb, nyomkereső kutyákat engedi használni, azokat is csak pórázon tartva.
A két fegyenc megpróbálja egy-egy kődarabbal eltörni a láncukat, de semmire sem mennek vele. Dönteniük kell, hogy dél, vagy észak felé veszik-e az irányt. John „Joker” Jackson (Tony Curtis) dél felé menne, Noah Cullen (Sidney Poitier) azonban ebbe nem egyezik bele, mert szerinte egy idegen néger nagy feltűnést keltene a déli államokban. Jackson kissé erőszakoskodik, de hamar belátja, hogy erőszakkal nem megy semmire, ezért észak felé indulnak el. 
Egy sekély, de gyors folyású folyón kelnek át, ami egy darabon elsodorja őket. Éjszaka sikerül békákat fogniuk és megsütni őket (mindkettejüknél van cigaretta és gyufa). Másnap továbbmennek (megint esik az eső), és amikor egy lovaskocsit látnak közeledni, egy gödörbe ugranak, amiről később kiderül, hogy agyagot bányásztak belőle, több méter mély, a fala meredek és csúszós. Többszöri próbálkozásra sikerül kikecmeregniük, de Jackson bal csuklója, amihez a lánc van erősítve, megsérül. Cullen agyagot tapaszt rá és hevenyészett kötést, amit Jackson kelletlenül elfogad.
A folyóhoz érve a kutyákat vezető ember tiltakozik a folyón való átkelés ellen, amit a seriff megértően fogad, bár ez kétórás kerülőt jelent.
A fegyencek egy településhez érnek, amit egy magaslatról figyelnek. Cullen elmondja, hogy felesége és fia van, akikkel egy 30 holdas farmon éltek, és soha nem laktak jól. Azért ítélték el, mert tartozott a gazdájának (egy fehér embernek), és amikor az követelte a tartozás kifizetését, Cullen haladékot kért, a gazda azonban fegyvert rántott, amit Cullen kicsavart a kezéből. Mivel fejbe vágta vele, szándékos emberölés kísérlete vádjával ítélték el.
Jackson autószerelő volt, de csak a szombatot élvezte, mert amikor szórakozott és egy bárban költötte a pénzt, a nők felnéztek rá. Fegyveres rablás miatt ítélték el, önmaga szerint „gyáva volt és nem volt elég nagy hal”.
Amikor minden fény kialszik a kis településen, belopóznak egy szerszámraktárba a tetőablakon keresztül. Jackson a fájós csuklóján lóg egy darabig, mert a tetőgerenda túl magasan van. Amikor Cullen leugrik, mindketten oldalra gurulnak és feldöntenek egy polcot, ami zajjal jár, a lakosok felébrednek, körbeveszik a raktárat és rövid üldözés után elfogják a behatolókat. Fel akarják őket akasztani (lásd lincselés), de egy Big Sam nevű ember a lelkükre beszél. Végül a két fegyencet bezárják egy raktárba, egymásnak háttal, egy gerendához kötözve. 
Big Sam hajnalban felfeszíti az ajtót, elvágja a kötelet és kiengedi őket. Jackson észreveszi, hogy Big Sam jobb kezén a csuklóját körülvevő heg van, mint a láncra vert raboknak.
A rabok tovább menekülnek, de előjönnek az ellentétek, és verekedni kezdenek, majd egymást fojtogatják. Ekkor egy tíz év körüli fiú jelenik meg puskával, és felszólítja őket, hogy felemelt kézzel jöjjenek oda. A két rab engedelmeskedik, mivel a puska igazi (még ha kis méretű is). Amikor közel érnek hozzá, a lánccal kiütik a fiú kezéből a puskát, a fiú elesik, beüti a fejét egy kőbe és elájul. Jackson ott akarja hagyni a földön fekvő fiút, Cullen azonban nem engedi, és megvizsgálja a sebesülést a fiú fején. Szerencsére komolyabb baja nem esett, de amikor magához tér és meglátja maga fölött Cullen fekete arcát, ösztönösen Jacksonhoz menekül, mert azt hiszi, hogy Jackson börtönbe kíséri „a néger rabot”. Jackson meghagyja ebben a hitben és a közeli farmhoz kísérik a fiút, ahol egyedül él az anyjával.
Az asszony kávéval és étellel kínálja Jacksont, majd annak felszólítására, kelletlenül Cullennek is ugyanazt adja. Jackson azt kéri, hogy a fiú hozzon nekik vésőt és kalapácsot, amit az asszony nem ellenez. Amikor a fiú behozza a szerszámokat, az evést félbehagyva felugranak, és a kandallónál előbb Jackson, majd Cullen csuklójáról verik le a láncot. Jackson annyira elgyengül a sebláztól, hogy elájul, ezért Cullen ágyba fekteti. Az asszony egész éjszaka virraszt mellette és vizes borogatással hűti. Gyengéd vonzalom alakul ki közöttük.
Másnap reggel kiderül, hogy a garázsban van egy működőképes személyautó, amit Jackson gyorsan beindít egy kis kurblizással. Már a közös szökést tervezik, ugyanis a nő férje nyolc hónapja otthagyta őket, és az asszony nem érzi jól magát a farmon. Izgalmasnak találja, ha Jacksonnal mehet. Azzal érvel, hogy az üldözők egy fehér és egy fekete férfit keresnek, akik együtt haladnak, tehát mindkettőnek nagyobb az esélye, ha különválnak, ők pedig kiadhatják magukat házaspárnak. Jackson eleinte nem akar beleegyezni, mert szándéka szerint Rio de Janeiróba akar eljutni, de egyedül. Cullen gyanakszik, de a különválás vonzónak tűnik, különösen akkor, amikor az asszony megemlíti, hogy ha átvág a közeli mocsáron, hamarabb eléri a vonatot, ami egy domb miatt lassít és ezért könnyű felugrani rá. Cullen elindul és még elemózsiát is visz magával, amit az asszony készített.
Az anya és a fiú is pakolni kezdi a holmiját, amikor kiderül, hogy a nő téves információt adott Cullennek, amivel valószínűleg a biztos halálba küldte azért, hogy ne tudják elfogni és esetleg kivallatni Jackson hollétéről. Jackson dühösen eltaszítja az asszonyt, és Cullen után rohan, az ajtóig érve azonban a fiú rálő a puskájával, és eltalálja a bal vállán.
Hamarosan odaér az üldözők csapata, az asszony azonban semmit sem mond nekik.
Jackson a mocsárban Cullen nevét kiáltozza, míg egyszer csak megtalálja. Elmondja neki az asszony árulását, és hogy a fiú meglőtte a vállán. Azt mondja Cullennek, hogy őt hagyja ott és menjen tovább, Cullen azonban azt válaszolja: „kapaszkodj a láncba!”, ahogy már sokszor tette az út során. Ezúttal azonban már nincs rajtuk lánc, de nyilvánvaló, hogy összeköti őket valami, mert Jackson összeszedi magát és továbbindul.
Megpillantják a közeledő tehervonatot, amely meglehetős sebességgel robog egy vashídnál. Cullennek sikerül felugrania rá, de Jackson keze kicsúszik az övéből, ezért inkább Cullen is leugrik.
Az üldözők közül kiválik Muller seriff és egyedül, komótosan, egy szál pisztollyal közelíti meg őket. Cullen megint azt a panaszos dalt kezd énekelni az ölében a fejét nyugtató Jacksonnak.
|  | Itt a vége a cselekmény részletezésének! |

## Szereposztás
Az első szinkron 1966-ban készült a Magyar Televízió megrendelésére, a másodikat a Duna Televízió rendelte meg, jóval később, majd egy harmadik szinkron is készült 2009-ben, az MGM számára.
| Szerep                                           | Színész         | 1. szinkron      | 2. szinkron    | 3. szinkron    |
| ------------------------------------------------ | --------------- | ---------------- | -------------- | -------------- |
| John „Joker” Jackson                             | Tony Curtis     | Koncz Gábor      | László Zsolt   | Mihályi Győző  |
| Noah Cullen                                      | Sidney Poitier  | Lőte Attila      | Kálid Artúr    | Bolla Róbert   |
| Max Muller seriff, az üldözés vezetője           | Theodore Bikel  | Dömsödi János    | Papp János     | Háda János     |
| Frank Gibbons százados, az önkéntesek irányítója | Charles McGraw  | Árva János       | Fülöp Zsigmond | Barbinek Péter |
| Big Sam, volt fegyenc                            | Lon Chaney      | Mádi Szabó Gábor | Kristóf Tibor  | Karsai István  |
| Solly                                            | King Donovan    | Suka Sándor      | Fodor Tamás    | Pálfai Péter   |
| Mack                                             | Claude Akins    | N/A              | Varga Tamás    | Harmath Imre   |
| Szerkesztő / újságíró                            | Lawrence Dobkin | Fillár István    | Vass Gábor     | Németh Gábor   |
| Lou Gans                                         | Whit Bissell    | N/A              | Kardos Gábor   | N/A            |
| Angus                                            | Carl Switzer    | N/A              | N/A            | N/A            |
| Billy, a fiú                                     | Kevin Coughlin  | N/A              | Morvay Gábor   | N/A            |
| Billy anyja                                      | Cara Williams   | Dallos Szilvia   | Götz Anna      | N/A            |

## Megjelenése
A film DVD-n 2001. december 11-én jelent meg az USA-ban.

## Fogadtatása
Az amerikai filmkritikusok véleményét összegző Rotten Tomatoes 92%-ra értékelte 53 vélemény alapján.
A film bemutatója után Bosley Crowther, a The New York Times filmkritikusa dicsérte a produkciót és a színészek játékát. Ezt írta: „Kiemelkedően drámai módon jelenik meg az a társadalmi idea, hogy két eltérő bőrszínű ember, szerencsétlen körülmények között, egymásra utalva, baráti viszonyba kerül – ezt érte el Stanley Kramer az új filmjében. Mr. Poitier kiválóan alakítja a néger fegyenc figuráját, és Mr. Curtis is meglepően jól játszik. Mindketten igen dinamikusak. Mr. Poitier egy mélyen rejlő szenvedést hoz a felszínre. Az üldözők vezetőjeként Theodore Bikel hasonlóan mély benyomást kelt, amiben benne van az igazságosság és a megbocsájtás. Ezt a brutális rendőr akaratával szemben is sikerült fenntartania, akit Charles McGraw játszik."”

## Díjak, jelölések
elnyert díjak:
- Oscar-díjak:[4]
  - Oscar-díj a legjobb operatőrnek, fekete-fehér film: Sam Leavitt
  - Oscar-díj a legjobb eredeti forgatókönyvnek:  Nathan Douglas, Harold Jacob Smith
- Berlini Nemzetközi Filmfesztivál, Ezüst Medve díj a legjobb színésznek: Sidney Poitier[5]

jelölések:
- Oscar-díj
  - Oscar-díj a legjobb férfi főszereplőnek: Tony Curtis, Sidney Poitier
  - Oscar-díj a legjobb férfi mellékszereplőnek: Theodore Bikel
  - Oscar-díj a legjobb női mellékszereplőnek: Cara Williams
  - Oscar-díj a legjobb rendezőnek: Stanley Kramer
  - Oscar-díj a legjobb vágásnak: Frederic Knudtson
  - Oscar-díj a legjobb filmnek
- Berlini Nemzetközi Filmfesztivál, Arany Medve[5]

## A film készítése
Robert Mitchum, aki maga is valamikor láncra vert rab volt, visszautasította Jackson szerepét, mivel a déli államokban akkoriban nem volt megengedett a fekete és fehér bőrű elítéltek összebilincselése. Tony Curtis és mások szerint Mitchum nem akart fekete színésszel együtt játszani. Kramer azt írta, hogy Poitier bizonytalan volt Curtisszel kapcsolatban, de később támogatta a szerepeltetését. Curtis szerint neki a  szerződésben joga volt beleszólni abba, hogy ki játssza Cullen szerepét. Ezzel szemben Kramer állítása szerint a szerepeket eredetileg Poitier és Marlon Brando játszotta volna, azonban Poitier korábbi szerződése késleltette a szerep elfogadását. Kramer annyira szerette volna Poitier-t szerepeltetni, hogy elhalasztotta a forgatás megkezdését. Emiatt Marlon Brando elesett a szereptől, mert más szerződése lépett érvénybe. Curtist ezután alkalmazták. Az ő kérésére Poitier neve az övé fölött jelent meg a plakáton. Poitier filmes karrierjének ez volt a kezdete.

## Érdekesség, feldolgozás
- A panaszos, dallamtalan, disszonáns hangokból álló ének a Long Gone from Bowling Green egyedi feldolgozása.
- 1972-ben nők játszották a két főszerepet a Black Mama, White Mama című filmben: Pam Grier és Margaret Markov.
- Ugyancsak 1972-es egy B-kategóriás sci-fi (The Thing with Two Heads), amiben egy rasszista fehér ember (Ray Milland) feje egy néger (Rosey Grier) testére kerül.
- 1986-ban színes tévéfilmet készítettek az eredetivel azonos címmel, főszereplői Robert Urich és Carl Weathers.
- A Quantum Leap sci-fi sorozat egyik 1992-es epizódjában („Unchained”) a főszereplő Sam Beckett (Scott Bakula) egy fehér férfi testébe kerül, aki láncra verve dolgozik a Mississippi mentén egy útépítésen. Párja egy ártatlanul elítélt fekete férfi, akivel menekülniük kell, egyébként egy megvesztegetett őr megölné őket.
- Az 1996-os „Ámokfutam” (Fled) című akciófilmben Laurence Fishburne és Stephen Baldwin az eredetihez hasonló szerepeket játszik.

## Fordítás
- Ez a szócikk részben vagy egészben  a   The Defiant Ones című angol Wikipédia-szócikk ezen változatának fordításán alapul.  Az eredeti cikk szerkesztőit annak laptörténete sorolja fel. Ez a jelzés csupán a megfogalmazás eredetét és a szerzői jogokat jelzi, nem szolgál a cikkben szereplő információk forrásmegjelöléseként.